# Max aéronaute
Max aéronaute (o Les Débuts d'un aéronaute) è un cortometraggio muto del 1907. Il nome del regista non viene riportato nei credit, ma si suppone possa essere stato Louis J. Gasnier.

## Produzione
Il film fu prodotto dalla Pathé Frères.

## Distribuzione
Il film - un cortometraggio di 165 metri - uscì nelle sale cinematografiche francesi nel luglio 1907. La distribuzione era della Pathé Frères, che lo importò e distribuì anche negli Stati Uniti il 10 agosto 1907 con il titolo A Glorious Start. In Austria, con il titolo tradotto in Lehrzeit eines Luftschiffers che venne usato anche in Germania, il film uscì il 18 agosto e, in seguito, fu distribuito in Colombia il 30 ottobre 1909 a Barranquilla.
Non si conoscono copie ancora esistenti della pellicola che viene ritenuta presumibilmente perduta.